# Ruševac (żupania pożedzko-slawońska)
Ruševac – wieś w Chorwacji, w żupanii pożedzko-slawońskiej, w gminie Brestovac. W 2011 roku liczyła 2 mieszkańców.